# Wenig Wind und viel Promille
Wenig Wind und viel Promille (auch bekannt als Der Wind hat uns ein Ding gedreht) ist ein schwedischer Film aus dem Jahr 1965.

## Handlung
Freunde treffen für eine Sommerparty mit dem Boot auf einer Insel ein, scheitern jedoch am Anlegemanöver. Sie haben den Alkohol an Bord, ihre Freunde an Land warten mit den gekochten Krebsen.
Auf der Insel lebt auch der exzentrische Fischer Garbo, der sich leidenschaftlich für amerikanische Filmstars, insbesondere Esther Williams, begeistert. Er soll mithelfen, den notwendigen Kontakt zwischen Boot und Land herzustellen, ist jedoch ebenfalls machtlos gegen die nicht enden wollende Aneinanderreihung von Missgeschicken.

## Hintergrund
Die Dreharbeiten fanden von Juli bis Oktober 1965 auf und um die Insel Högdunsen im Öregrund-Archipel sowie in Filmstaden in Råsunda, Solna, statt. Der Jazzmusiker Lars Färnlöf schrieb die Originalpartitur und Hans Alfredson und Tage Danielssohn (Hasse & Tage) fügten der Titelmusik erst nach der Uraufführung Texte hinzu. Monica Zetterlunds Interpretation von Att angöra en brygga wurde ebenso zum Klassiker wie der Film. Wenig Wind und viel Promille ist der Film mit den zweithöchsten Zuschauerzahlen in Schweden seit Beginn der Aufzeichnungen im Jahr 1963.

## Veröffentlichung
Wenig Wind und viel Promille wurde am 26. Dezember 1965 in Stockholm uraufgeführt. 1966 wurde er als offizieller schwedischer Beitrag zu den Filmfestspielen von Cannes eingereicht, aber von der Festivalleitung abgelehnt. Tage Daniellson erhielt dafür in Stockholm 1966 den Chaplin-Preis. In Barcelona wurde der Film 1966 mit dem Barcelona Film Festival Award für den besten Farbfilm ausgezeichnet. Im Oktober 1966 kam der Film in West-Deutschland heraus. Die deutsche Werbung nannte ihn den „verrücktesten Film des Jahres“.

## Synchronisation
| Rolle     | Schauspieler       | Deutsche Sprecher    |
| --------- | ------------------ | -------------------- |
| Lennart   | Gösta Ekman        | Michael Schwarzmaier |
| Berit     | Monica Zetterlund  | Heidi Brühl          |
| Garbo     | Hans Alfredson     | Bruno W. Pantel      |
| Inez      | Katie Rolfsen      | Tilly Lauenstein     |
| Kalle     | Lars Ekborg        | Horst Raspe          |
| Mona      | Birgitta Andersson | Ursula Herwig        |
| Walter    | Hans Furuhagen     | Wolfgang Draeger     |
| Olsson    | Tage Danielsson    | stumm                |
| Kommissar | Sven Löfgren       | Arnold Marquis       |
| Vagabund  | Jim Hughes         | stumm                |

## Rezeption
Die Kritiken in der Stockholmer Presse waren fast durchweg begeistert. Mauritz Edström in Dagens Nyheter nannte den Film „eine enorm lustige schwedische Filmfarce, die lustigste der Welt“ und sagte weiter, dass er in seinem „sanften Wahnsinn (…) eine schöne Frische“ habe. In Expressen nannte Lasse Bergström den Film „ein seltsames Kunststück“: „Es ist sehr lustig, aber während des größten Teils des Films auf einer ruhigen, fast ernsten Ebene.“
Jürgen Schildt von Aftonbladet erinnerte der Film an Jacques Tati oder Pierre Etaix: „Man muss sagen, dass [Danielsson] einige Tableaus geschaffen hat, die mit surrealem Wahnsinn glänzen. Doch solche Teile ergänzen sich nicht zu einem Ganzen, das man überzeugend nennen kann. Zwischen den Entladungen gibt es viele Passagen, die von Ablenkung geprägt sind. Nach dem fast totalen Glücksfall mit Svenska Bilder ist dieser Film zu langsam, zu spärlich; wie Unsinn in geistiger Überschnelle. Und die Gesetze des Wahnsinns sind leider unerbittlich.“
Nina Widerberg vom Schwedischen Filminstitut schrieb: „Alfredson und Danielsson spielen mit allem, was sie im Kino gesehen haben. Wenig Wind und viel Promille – voller Parodien, hartgesottener Thriller und alberner Schwank, aufgeladener Western und ausgelassenes New-Wave-Werk – ist eine Stummfilmkomödie in Tonfilmaufnahmen. Die sorgfältig choreografierten Possen der zwanziger Jahre, in denen sich die Witze daraus ergeben, dass Menschen schwere Dinge auf den Kopf bekommen und alles kaputt geht, sind voll von genialen Erfindungen und waghalsigen Tricks.“
Der schwedische Filmkritiker Hed Mark spekulierte über eine Aussage des Films: „Man kann diesen Film durchaus als Satire darauf sehen, wie verwundbar wir trotz der modernen Gesellschaft sein können. Aber ist es nicht denkbar, dass Hasse & Tage wollten, dass wir einfach ein eiskaltes Bier trinken, uns zurücklehnen und uns über den skurrilsten schwedischen Humor amüsieren?“
Das Lexikon den internationalen Films bezeichnete den Film als „harmlose Slapstick-Komödie mit eher krampfhaftem Humor“.